# Anopheles mattogrossensis
Anopheles mattogrossensis is een muggensoort uit de familie van de steekmuggen (Culicidae). De wetenschappelijke naam van de soort is voor het eerst geldig gepubliceerd in 1911 door Lutz & Neiva.